# 聯聚中維大廈
聯聚中維大廈（英語：Kuma Tower）是一座興建中的摩天大樓，位於台灣台中市西屯區七期重劃區。 預計2026年竣工後，它將成為台中市第二高樓。 該建築高度為208公尺，地上42層，地下7層。 該建築的英文名稱以其設計師、日本建築師隈研吾的名字命名。

## 外部連結
- 官方網站